# Der Mittelstandsverbund – ZGV
Der Mittelstandsverbund – ZGV e.V. (SME Groups Germany) vertritt als Spitzenverband der deutschen Wirtschaft die Interessen von ca. 230.000 mittelständischen Unternehmen, die in rund 320 Verbundgruppen aus rund 45 Branchen im Einzelhandel, Großhandel, Handwerk, produzierenden Gewerbe sowie in den Bereichen Dienstleistungen, Hotellerie und Gesundheit organisiert sind. Der ZGV ist Mitglied im Gemeinschaftsausschuss der Deutschen Gewerblichen Wirtschaft.

## Geschichte
1948 wurde Zentgeno (Zentralverband Gewerblicher Genossenschaften e.V.) gegründet. Bei der Fusion mit dem BEV (Bundesverband der Einkaufs- und Verbundgruppen des Handels e.V.) im Jahre 1992 erhielt die Organisation den Namen Zentralverband Gewerblicher Verbundgruppen (ZGV).
Der Verband gehört dem Deutschen Genossenschafts- und Raiffeisenverband und dem Verein Charta digitale Vernetzung e. V. an.
Über die 2002 als Schwestergesellschaft gegründete ServiCon Service und Consult eG erhalten Mitglieder des Mittelstandsverbundes Unterstützung bei Einkaufsverhandlungen, Logistik, IT, Finanzdienstleistungen, Beratung, Marketing, Ladeneinrichtung und weiteren Themen. Darüber hinaus bietet die ServiCon ihren Mitgliedern  Rahmenkonditionen unter anderem in den Bereichen Telekommunikation, Automobil und Versicherungen an.
2011 wurde der Verein umbenannt und erhielt die heutige Bezeichnung. Damit verfolgt der Verband das Ziel, den Mittelstand noch prominenter und stärker in den Mittelpunkt des Handels zu stellen.
Dem Mittelstandsverbund sind drei Landesverbände als Arbeitgeberorganisationen zugeordnet.